# 여정 (군인)
여정(呂政, 1925~ ?)은 본명이 강수봉(姜秀鳳)이며, 일제의 징병을 피해 1945년 5월 만주로 도피했다가 중국 공산당원이 되어 국공내전에 참전했다. 1950년 북한으로 돌아와 6.25에 참전하고, 훈장도 받으며 인민군 소장까지 승진했다. 1959년 연안파 숙청 때 투옥되어 10년간 징역을 살고 만기 출소하여 중국으로 탈출하였다. 1990년 동아일보에 『비화(秘話) 김일성(金日成)과 북한(北韓) : 전(前) 북한군(北韓軍) 사단(師團) 정치위원 여정 수기(呂政 手記)』를 연재하여 한국에 알려졌다.

## 약력
그의 약력은 아래와 같다.
- 1925년 평안남도 진남포에서 출생. 조부는 조선조 말기에 참봉벼슬을 했고, 부친은 철도역원.
- 중학을 마치고 평양에 있던 서선전기주식회사에 취직. 기숙사생활.
- 1945년 동료들과 함께 평양병사부에 끌려가 징병신체검사를 받음.
- 1945년 5월 독일 패망 소식을 듣고 일제의 패망을 예상하여 징병을 피해 만주로 도피.
- 중국 공산당 입당.
- 일제 패망후 화북의 조선의용군이 만주로 오자 거기에 편입됨.
- 만주의 국공내전에 참전.
- 1950년 4월초 정주를 떠나 산해관 심양 안동을 거쳐 귀국, 강원도 원산시의 명사십리 비행장에 주둔.
- 1950년 4월25일에 이 부대에 조선인민군 보병12사단 군기와 보병 제30,31,32연대와 제12포병연대의 군기를 수여됨. 이 부대가 정식으로 조선인민군에 편입될 때 여정은 제32 보병연대의 黨(당)위원장으로 임명되어 6.25에 참전.
- 종전후 여러차례 무공훈장을받고 승진을 거듭함. 최종적으로 소장 계급으로 인민군 사단(師團) 정치위원이 됨.
- 1959년 7월 10일 군부내 연안파(延安派) 출신 간부 숙청때 반당(反黨) 종파 분자로 몰려 체포되고, 이어 10년 징역형을 받음. 숙청될 무렵에는 공병여단 정치 부여단장이었음.
- 1969년 7월 10일 만기 출감.
- 1969년 10월 북한(北韓)을 탈출하여 이후 중국(中國) 흑룡강성(黑龍江省) 목단강시(牡丹江市, 무단장시)에 거주.[5][6]
- 1990년 동아일보에 『비화(秘話) 김일성(金日成)과 북한(北韓) : 전(前) 북한군(北韓軍) 사단(師團) 정치위원 여정 수기(呂政 手記)』를 연재 (총 18회).
- 1991년 『붉게 물든 대동강 : 前 인민군 사단 정치위원의 수기』 (동아일보사, 1991.07.01) 간행 : 동아일보 연재 수기를 수정 편집한 것임.
- 졸년은 미상이나 동아일보에 수기를 연재한 1990년무렵까지는 생존해 있었고, 2005년에는 이미 작고했음.[7]

그는 한동안 한국에서 필명 여정(呂政)으로만 알려졌으나, 몇몇 연구자들이 그의 저서를 인용하면서 본명을 강수봉으로 밝히고 있다. 중국으로 망명한 강수봉(인민군 기계화여단 정치 부여단장, 인민군 소장)이 실제로 있었고, 중국 당국의 보호 아래 있다 노환으로 사망했다고 한다.
와다 하루키(和田春樹)는 그의 본명 한자가 姜秀鳳이라고 했다.

## 저서
- 1990년 동아일보에 『비화(秘話) 김일성(金日成)과 북한(北韓) : 전(前) 북한군(北韓軍) 사단(師團) 정치위원 여정 수기(呂政 手記)』를 연재 (총 18회).

비화(秘話) 김일성(金日成)과 북한(北韓) : 전(前) 북한군(北韓軍) 사단(師團) 정치위원 여정 수기(呂政 手記) <1> 1990.04.22 동아일보
비화(秘話) 김일성(金日成)과 북한(北韓) : 전(前) 북한군(北韓軍) 사단(師團) 정치위원 여정 수기(呂政 手記) <2> 1990.04.29 동아일보
비화(秘話) 김일성(金日成)과 북한(北韓) : 전(前) 북한군(北韓軍) 사단(師團) 정치위원 여정 수기(呂政 手記) <18> 1990.07.22 동아일보
- 여정(呂政), 『붉게 물든 대동강 : 前 인민군 사단 정치위원의 수기』 (동아일보사, 1991.07.01)